# Retronectes clio
Retronectes clio är en plattmaskart som beskrevs av Wolfgang Sterrer och Rieger 1974. Retronectes clio ingår i släktet Retronectes, och familjen Retronectidae. Arten är reproducerande i Sverige.